# 溫裕紅
溫裕紅（英語：Esther Wan Yue Hung，1968年11月13日—2023年5月19日），香港女演員及節目主持，畢業於香港演藝學院，曾是無綫電視旗下藝人。她擅長演出的角色為少婦，其代表作為1997年的無綫電視劇《刑事偵緝檔案III》飾演「盧冰冰」一角。在2005年的時候，溫裕紅發現自己患上乳癌，之後接受了六次化療，至2006年完成了一項大手術之後，其後曾完全康復，但最終於2023年5月19日因乳癌復發轉移病逝。2012年，她於電視劇《巴不得媽媽...》中飾演男性化的「魯玉芬」也受觀眾欣賞。之後於2013年劇集《仁心解碼II》中飾演「黎繼鵬太太」一角同樣獲得觀眾讚賞。

## 生平
溫裕紅自小於沙田一個公共屋邨生活，家中共有六兄弟姊妹，自己排行最小。她的父親是一名小販，而母親則為一名雜工，曾經任職清理垃圾、擔運泥巴等工作。溫裕紅年少時性格反叛，跟父母關係不好。溫裕紅畢業於中華基督教會基智中學（1986年中五）。在校時活躍於戲劇組，是校內劇社社長。1988年中七畢業後先報讀秘書課程，後因對從事寫字樓工作不感興趣，加上在朋友建議下於1991年入讀香港演藝學院，至1996年完成藝術（榮譽）學士課程。她於1996年畢業之際被無綫電視派來演藝學院的高層相中，繼而加入電視台，並一直成為旗下藝人。
溫裕紅於求學階段信奉基督教，但後來一度放棄成為基督徒。直至約1997年，她被邀請參加「香港藝人之家」。於是自此重新信奉基督教。她於2005確診患上乳癌，且擴散至淋巴，經過六次化療和在2006年完成了一項大手術後痊癒，並透過鄧萃雯介紹下找整形醫生重建乳房。在她患病期間，其母親曾患上急性腎衰竭。演藝方面，溫裕紅自入行以來較為人認識的作品包括《刑事偵緝檔案III》、《巴不得媽媽...》、《愛·回家 (第一輯)》、《仁心解碼II》，以及《三個女人一個「因」》等。2020年9月，她因不願意被要求減去超過一半人工和簽附加條約，在拍畢《食腦喪Ｂ》後決定離開無綫電視及娛樂圈，並選擇歸隱田園，過著農耕生活，以及經常相約朋友行山鍛鍊身體。
2023年初，溫裕紅乳癌復發，擴散到身體多個器官如肺及肝，以及在腹腔位置長出新的腫瘤，同年5月19日在醫院病逝，終年54歲。其喪禮於同年6月16日假九龍殯儀館舉行。

## 演出作品
*以下列表只記錄溫裕紅演出過的影視作品，若有遺漏，請協助補充相關資料。

### 電視劇（無綫電視）
| 首播   | 名稱               | 角色         | 備註                  |
| 1997年 | 刑事偵緝檔案III    | 盧冰冰       |                       |
| 1997年 | 廉政追緝令         | 梅綺雯       |                       |
| 1997年 | 鑑證實錄           | 于美倩/洪天飛  | 單元「變性殺人案」    |
| 1999年 | 創世紀             | Winnie       |                       |
| 1999年 | 刑事偵緝檔案IV     | Amy          |                       |
| 2000年 | 妙手仁心II         | 姚太太       |                       |
| 2001年 | 勇探實錄           | 會談專家     |                       |
| 2002年 | 法網伊人           | 孫嘉美       | 第10、11集            |
| 2002年 | 流金歲月           | 戴月華       |                       |
| 2003年 | 西關大少           | 黃醫生       | 第17-18集             |
| 2005年 | 老婆大人           | 高天之女友   |                       |
| 2005年 | 心花放             | 楊慕儀       |                       |
| 2005年 | 妙手仁心III        | 陳心寧       |                       |
| 2005年 | 酒店風雲           | 設計師       | 第14集                |
| 2005年 | Yummy Yummy        | 周文希亡母   |                       |
| 2005年 | 翻新大少           | 沈碧玉       |                       |
| 2006年 | 鳳凰四重奏         | 司儀         |                       |
| 2007年 | 師奶兵團           | 周姑娘       |                       |
| 2007年 | 通天幹探           | 方少麗       |                       |
| 2008年 | 秀才愛上兵         | 翠表姐       |                       |
| 2008年 | 同事三分親         | 羅太太       | 第291集               |
| 2008年 | 最美麗的第七天     | 凌加恩母     |                       |
| 2008年 | 法證先鋒II         | Alex母       |                       |
| 2008年 | 尖子攻略           | 單母         |                       |
| 2008年 | 溏心風暴之家好月圓 | 女法官       | 客串                  |
| 2008年 | 珠光寶氣           | Daisy        |                       |
| 2009年 | 老婆大人II         | 吳方丹心     |                       |
| 2009年 | 畢打自己人         | 余蕾         | 第79、148、250、294集 |
| 2009年 | 蔡鍔與小鳳仙       | 劉嫂         |                       |
| 2010年 | 談情說案           | 景博之表嬸   |                       |
| 2010年 | 情越雙白線         | 劉太太       |                       |
| 2010年 | 囧探查過界         | 經理人       |                       |
| 2011年 | 仁心解碼           | 恩母         |                       |
| 2011年 | 隔離七日情         | 彭太太       |                       |
| 2011年 | 依家有喜           | 香表姐       |                       |
| 2011年 | 女拳               | 花母         | 第8集                 |
| 2011年 | 點解阿Sir係阿Sir   | Miss Lo      | 第3集                 |
| 2011年 | 真相               | 珊母         | 第4集                 |
| 2012年 | 缺宅男女           | 官太太       | 第5、10集             |
| 2012年 | On Call 36小時     | 馬英嵐       | 第11集                |
| 2012年 | 拳王               | 時裝秀策劃人 | 第1集                 |
| 2012年 | 心戰               | 高貴女士     | 第18集                |
| 2012年 | 愛·回家 (第一輯)   | 錢太太       | 第48集                |
| 2012年 | 護花危情           | 女司機       | 第20集                |
| 2012年 | 巴不得媽媽...      | 魯玉芬       |                       |
| 2012年 | 幸福摩天輪         | 江笑菊       |                       |
| 2013年 | 愛·回家 (第一輯)   | Annie        | 第206、264集          |
| 2013年 | 心路GPS            | 劉翠雲之親戚 | 第20集                |
| 2013年 | 仁心解碼II         | 鵬妻         |                       |
| 2013年 | 情越海岸線         | 九嫂         |                       |
| 2013年 | 好心作怪           | 無名氏       | 第7集                 |
| 2013年 | 衝上雲霄II         | 司儀         |                       |
| 2013年 | 情逆三世緣         | 盧小玉       |                       |
| 2013年 | On Call 36小時II   | 馬英嵐       |                       |
| 2014年 | 新抱喜相逢         | 娟           |                       |
| 2014年 | 點金勝手           | 財經主播     |                       |
| 2014年 | 忠奸人             | 王美莉       |                       |
| 2014年 | 使徒行者           | 蒲楊淑雲     |                       |
| 2014年 | 大藥坊             | 菊母         |                       |
| 2015年 | 四個女仔三個BAR    | 溫官         |                       |
| 2015年 | 潮拜武當           | 外籍女子     |                       |
| 2015年 | 愛·回家 (第二輯)   | 司徒太       |                       |
| 2016年 | 潮流教主           | Tinnie經理人 |                       |
| 2016年 | 愛·回家之八時入席  | 寶明姐       |                       |
| 2016年 | 幕後玩家           | 青群姐       | 第8集                 |
| 2016年 | 巾幗梟雄之諜血長天 | 孕婦         | 第1集                 |
| 2017年 | 愛·回家之開心速遞  | 龍吳家柔     |                       |
| 2017年 | 全職沒女           | 醫生         |                       |
| 2017年 | 超時空男臣         | 天朝高層     |                       |
| 2018年 | 溏心風暴3          | 法官         |                       |
| 2018年 | 逆緣               | 女星         |                       |
| 2018年 | 三個女人一個「因」 | 梁小娟       |                       |
| 2018年 | BB來了             | 周嵐         |                       |
| 2018年 | 跳躍生命線         | 娟           |                       |
| 2019年 | 福爾摩師奶         | 女犯人       |                       |
| 2019年 | 白色強人           | 羅醫生       |                       |
| 2019年 | 金宵大廈           | 家長         |                       |
| 2019年 | 牛下女高音         | 姑姐         |                       |
| 2019年 | 堅離地愛堅離地     | 師傅         |                       |
| 2020年 | 黃金有罪           | 唐發集團董事 |                       |
| 2020年 | 機場特警           | 闊太         |                       |
| 2020年 | 降魔的2.0          | 萱紅         |                       |
| 2020年 | 那些我愛過的人     | 邱海燕       |                       |
| 2020年 | 過街英雄           | 賈真真       |                       |
| 2020年 | 踩過界II           | 經理人       |                       |
| 2021年 | 大步走             | 歡姐         |                       |
| 2021年 | 愛美麗狂想曲       | 珠寶店職員   |                       |
| 2021年 | 伙記辦大事         | 法官         |                       |
| 2021年 | 逆天奇案           | 法官         |                       |
| 2021年 | 刑偵日記           | Grace        |                       |
| 2021年 | 七公主             | 羅家敏       |                       |
| 2022年 | 食腦喪Ｂ           | 王麗美       |                       |

### 電影
- 1992年：赤裸羔羊
- 1994年：流氓社工 飾 Betty
- 1997年：陰陽路之我在你左右
- 2012年：2012我愛HK喜上加囍 飾 師奶

### 主持節目
- 1990年代末至2010年代：都市閒情
- 2010年代：文化新領域
- 2010年代至2020年：快樂長門人

## 節目演出/嘉賓
- 1998年：K-100
- 1999年：娛樂串燒三姊妹

## 外部連結
- 溫裕紅的Facebook專頁
- 溫裕紅的新浪微博（已停止更新）
- 溫裕紅在香港影庫上的簡介
- 《身心美》奇妙恩典〈談婚論嫁〉第62期（页面存档备份，存于）